# Holzbrücke Vignogn
Die Holzbrücke Vignogn, auch rätoromanisch Punt Sum Fistatg genannt, ist eine gedeckte Holzbrücke über den Glenner im Lugnezer Tal im Schweizer Kanton Graubünden. Die Fussgängerbrücke liegt auf dem Gebiet der Gemeinde Lumnezia. Der Bergwanderweg über die Brücke verbindet Surcasti und Vignogn.

## Konstruktion
Die Hängewerkbrücke mit vier Quergebinden mit Bügen wurde 1897 gebaut. Das Satteldach ist mit Lärchenschindeln gedeckt.
Das Bauwerk wurde 2005 saniert mit Erhalt und Verstärkung der Holzkonstruktion und Fundamente.
Die historische Holzbrücke erhielt 2012 eine Rundumerneuerung: Das Bauwerk wurde angehoben und stabilisiert, das Dach mit Lärchenschindeln frisch gedeckt, und die Seitenwände wurden mit einer neuen Aussenschalung in Fichte versehen.